# ハイ・ホープス (ティム・スコット・マッコネルの曲)
「ハイ・ホープス」（High Hopes）は、ティム・スコット・マッコネルの楽曲である。1987年に発売されたアルバム『ザ・ハイ・ロンサム・サウンド』に収録された。後にマッコネルが率いるバンド、ザ・ハヴァリナスによってレコーディングが行なわれ、1990年にデビュー・シングルとして発売された。このほかブルース・スプリングスティーンは、1996年と2013年の2度にわたってカバー・バージョンを発表している。

## ザ・ハヴァリナスのシングル
1989年、マッコネルはベーシストのスマッティ・スミフ、ドラマーのチャーリー・クインタナとともにザ・ハヴァリナスを結成。1990年に「ハイ・ホープス」のレコーディングが行なわれ、同年にザ・ハヴァリナスのデビュー・シングルとして発売された。プロデュースはドン・ゲーマン。
シングルと同じく、1990年にはバンド名を冠したアルバム（邦題: ハイ・ホープス）も発売され、本作が1曲目に収録された。

### シングル収録曲（ザ・ハヴァリナス版）
7インチシングル
- A. 「ハイ・ホープス」 – High Hopes
- B. 「グッド・フォー・ナッシング・ラグ」 – Good for Nothing Rag

12インチシングル
- A1. 「ハイ・ホープス」 – High Hopes
- A2. 「グッド・フォー・ナッシング・ラグ」 – Good for Nothing Rag
- B1. 「ホワイ・ディドゥント・アイ?」 – Why Didn't I?
- B2. 「ライティー・ライト」 – Righty Right

### クレジット（ザ・ハヴァリナス版）
※出典
- ティム・スコット・マッコネル – ボーカル、ギター、リコーダー
- スマッティ・スミフ – アコースティック・アップライトベース
- チャーリー・クインタナ – ドラム、ハーモニー・ボーカル、パーカッション、ビール瓶
- エリック・ウェストフォール – エンジニア
- エド・サッカー – ミキシング・エンジニア

## ブルース・スプリングスティーンによるカバー
ブルース・スプリングスティーンは、1995年に行なった『グレイテスト・ヒッツ』のためのセッションで、Eストリート・バンドとともに「ハイ・ホープス」のレコーディングを行なった。1996年3月3日にコロムビア・レコードからEP『ブラッド・ブラザーズ』が発売され、「ハイ・ホープス」は「ブラッド・ブラザーズ」と「マーダー・インコーポレイテッド」の間の2曲目に収録された。
2013年3月、オーストラリア・ツアーにスティーヴン・ヴァン・ザントの代役でサポート・ギタリストとして参加したトム・モレロがライブの演奏曲目に本作を加えることを提案。リハーサルを行ない、ライブで演奏したところ会場を熱狂させることとなった。その後ツアーの途中でシドニーにあるスタジオ301で「ハイ・ホープス」の再録音を行なった。11月25日に同名のアルバムからの第1弾シングルとして発売され、ビルボード誌のAdult Alternative Songsで最高位15位を記録。

### クレジット（ブルース・スプリングスティーン版）
1995年のテイク
- ブルース・スプリングスティーン – ボーカル、ギター、ハーモニカ
- ロイ・ビタン – ピアノ、キーボード
- クラレンス・クレモンズ – サクソフォーン、パーカッション
- ダニー・フェデリシ – オルガン、キーボード
- ニルス・ロフグレン – エレクトリック・ギター
- ギャリー・タレント – ベース
- スティーヴン・ヴァン・ザント – アコースティック・ギター、マンドリン
- マックス・ワインバーグ – ドラム
- フランク・パガーノ – パーカッション
- リサ・ローウェル、スージー・ティレル – バックグラウンド・ボーカル

2013年のテイク
- ブルース・スプリングスティーン – リード・ボーカル、ギター、ヴィブラフォン、パーカッション
- ロイ・ビタン – ピアノ
- ニルス・ロフグレン – ギター
- パティ・スキャルファ – バッキング・ボーカル
- ギャリー・タレント – ベース
- トム・モレロ – ギター
- チャールズ・ジョルダーノ – アコーディオン
- ロン・アニエロ – ドラムループ
- スージー・ティレル – バッキング・ボーカル
- バリー・ダニエリアン – 金管楽器
- クラーク・ゲイトン – 金管楽器
- スタン・ハリソン – 金管楽器
- エド・マニオン – 金管楽器
- カート・ラム – 金管楽器
- エヴェレット・ブラッドリー – パーカッション、バッキング・ボーカル
- カーティス・キング – バッキング・ボーカル
- シンディ・ミゼル – バッキング・ボーカル
- ミッシェル・ムーア – バッキング・ボーカル

### チャート成績（ブルース・スプリングスティーン版）
| チャート (2013年 - 2014年)             | 最高位 |
| -------------------------------------- | ------ |
| ベルギー (Ultratip Flanders)           | 30     |
| ベルギー (Ultratip Wallonia)           | 36     |
| Canada Rock (Billboard)                | 48     |
| フランス (SNEP)                        | 145    |
| イタリア (Musica e Dischi)             | 48     |
| 日本 (Japan Hot 100)                   | 39     |
| スロベニア (SloTop50)                  | 45     |
| スペイン (PROMUSICAE)                  | 33     |
| スイス (Schweizer Hitparade)           | 64     |
| US Adult Alternative Songs (Billboard) | 15     |